# Microsoft Schedule Plus
Microsoft Schedule Plus est un logiciel publié par Microsoft de gestion de temps, inclus dans certaines anciennes versions de la suite bureautique Microsoft Office.

## Historique
Schedule+ a été lancé en 1992 sur la plateforme Windows 3.1 en tant que logiciel indépendant et fut intégré à la suite bureautique Microsoft Office 95 en 1995. 
À l'avènement de Microsoft Exchange Server 4.0a, le logiciel est également porté sur la plateforme Mac OS.
Schedule+ était destiné initialement à accompagner Microsoft Mail et fut associé plus tard à Microsoft Exchange, la suite Office 95, Microsoft Exchange Client et Windows Messaging. 
Il fut inclus dans la suite bureautique Microsoft Office jusque dans sa version 2003, remplacé par une des fonctionnalités de Microsoft Outlook.

## Fonctionnalités
Schedule+, en plus de fournir les fonctions de calendrier et d'agenda pour chaque utilisateur, permet la planification d’événements pour les groupes. Il permet également de partager des éléments entre différents utilisateurs et de consulter les agendas d'autres utilisateurs.

## Versions
La liste des versions sur la plateforme Windows incluent :
- 1992: Schedule+ 1.0 pour Windows 3.1 et Mac
- 1995: Schedule+ 7 pour Windows 95 (Office 95) et Mac
- 1996: Schedule+ 7.5 (À partir d'Office 97)

## Concurrence
À l'époque d'existence de Schedule+, d'autres logiciels étaient en concurrence avec celui-ci. Parmi les plus notables : Lotus Organizer, Corel Central, Sun StarSchedule.